# Ulrike Stadlmayr

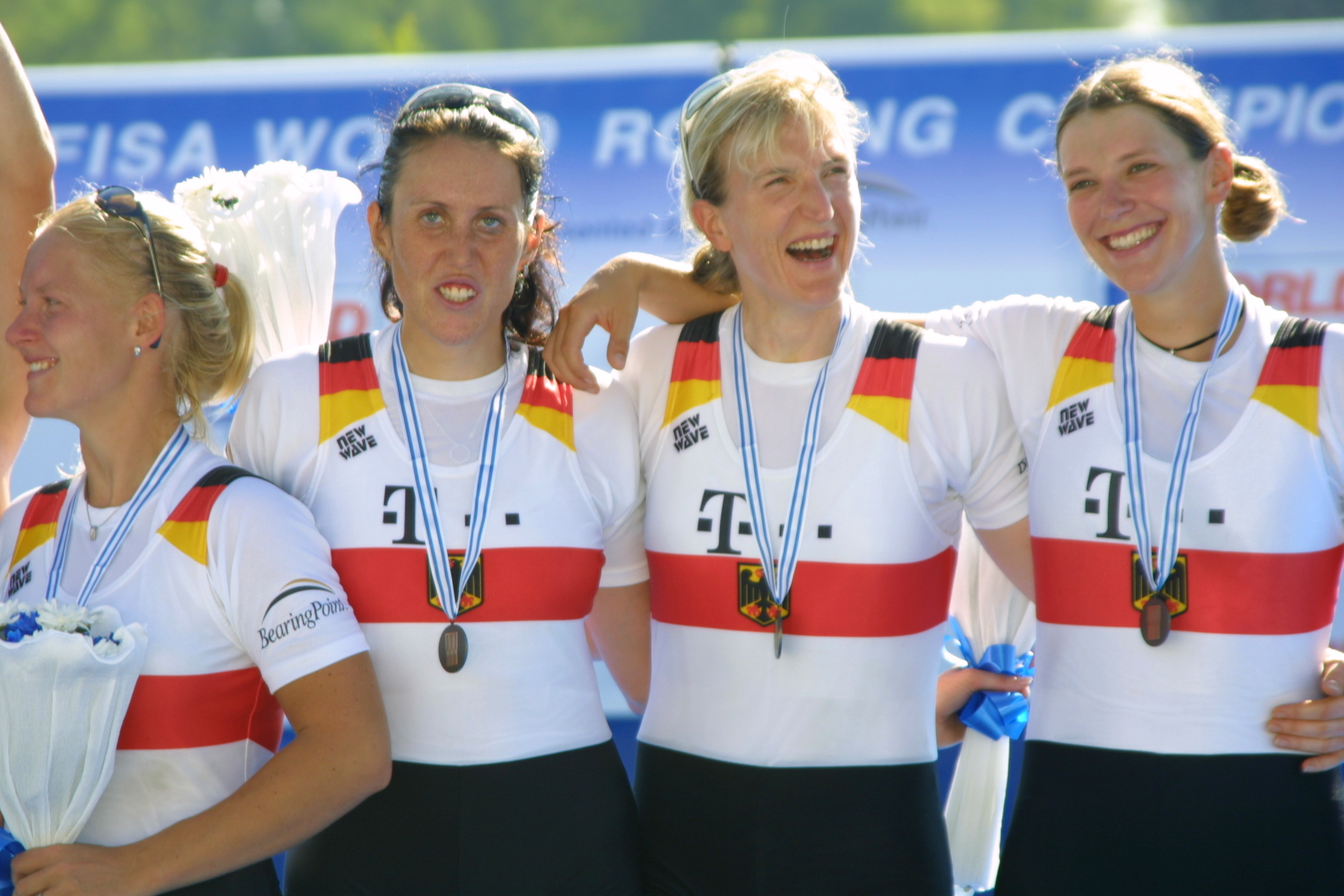
2003 World Rowing Championships – Milan, Italy
v. l. n. r. Manuela Zander, Sandra Goldbach, Dana Pyritz und Ulrike Stadlmayr

Ulrike Stadlmayr (* 21. April 1977 in Höchstädt a. d Donau) ist eine ehemalige deutsche Ruderin, die 2003 bei den Weltmeisterschaften in Mailand mit dem Vierer ohne Steuerfrau den 3. Platz belegte.

## Sportliche Karriere
1993 begann die Ruderin vom Lauinger Ruder- und Surfclub Donau mit ihren ersten Wettkämpfen.
Trotz eines beachtlichen zweiten Platzes bei der Deutsche Jugendmeisterschaft 1995 in Duisburg im Einer, wurde ihr die Teilnahme an den Junioren-Weltmeisterschaften in  Polen verwehrt.
1999 errang sie neben einem dritten Platz bei der Deutsche Meisterschaft im Doppelvierer in Köln, in derselben Bootsklasse auch einen ersten Platz in Brandenburg bei der Deutsche Juniorenmeisterschaft. Die Saison beendete Ulrike Stadlmayr mit der U23-Weltmeisterschaft in Hamburg und gewann im Doppelvierer zusammen mit Peggy Waleska, Britta Oppelt und Linn Mehnert die Goldmedaille.
Mit dem Ziel der Olympiateilnahme in Sydney 2000 wechselte sie zum Riemenrudern. Beim World-Cup-Rennen auf dem Luzerner Rotsee musste sich Ulrike Stadlmayr im Achter den Konkurrentinnen aus Großbritannien um 0,49 s geschlagen geben, welche das letzte Ticket für die Olympischen Spiele lösen konnten. Bei den Deutschen Meisterschaften im selben Jahr in Berlin konnte sie einen ersten Platz im Achter und einen zweiten Platz im Vierer ohne Steuerfrau erlangen.
Bei den Weltmeisterschaften 2003 in Mailand gewann Ulrike Stadlmayr im Vierer ohne Steuerfrau zusammen mit Sandra Goldbach, Dana Pyritz und Manuela Zander die Bronzemedaille. Bei den Deutschen Meisterschaften im selben, sowie im folgenden Jahr, in Ratzeburg und Berlin, konnte sie jeweils einen zweiten Platz im Achter erreichen.